# Strandibalonius tenuis
Strandibalonius tenuis is een hooiwagen uit de familie Podoctidae. De originele naamcombinatie (protoniem) is Celebesia tenuis Roewer, 1949. Een volgende naamrecombinatie werd gepubliceerd als Metibalonius tenuis (Roewer, 1949) in Goodnight & Goodnight 1957, dan later Strandibalonius tenuis (Roewer 1949) in Kury et al. 2020. 